# Philodryas cordata
Philodryas cordata — вид змій родини полозових (Colubridae). Ендемік Венесуели.

## Поширення і екологія
Philodryas cordata є ендеміками тепуя Серро-Гуайкініма, розташованого на Гвіанському нагір'ї в штаті Болівар. Зустрічаються на висоті від 1030 до 1520 м над рівнем моря. Вони живуть у вологих саванах, порослих густими чагарниками Stegolepis і Clusia, на берегах струмків.